# Tolmezzo
Tolmezzo (Tumieç en friulano) es un municipio de 10.585 habitantes en la provincia de Údine, y el centro más importante de Carnia. Tolmezzo se encuentra al pie del monte Strabut a 323 m s. n. m., entre el Tagliamento y el río But, en la confluencia de los siete valles carnios, rodeada por los Alpes Orientales.

## Evolución demográfica
| Gráfica de evolución demográfica de Tolmezzo entre 1861 y 2001 |
|                                                                |
| Fuente ISTAT - elaboración gráfica de Wikipedia                |

## El terremoto
En 1976, la ciudad fue devastada por los terremotos del 6 de mayo y el 15 de septiembre, que ocasionaron grandes colapsos y daños. Muchos de los colapsos se debieron a la avanzada edad de los edificios, que ya habían soportado las devastaciones de las dos guerras mundiales. Tras el terremoto se reedificó la ciudad completamente aplicando criterios antisísmicos.
- Datos: Q53381
- Multimedia: Tolmezzo / Q53381

1. ↑  Worldpostalcodes.org, código postal n.º 33028.
2. ↑  «Codici Catastali». Comuni-italiani.it (en italiano). Consultado el 29 de abril de 2017.